# Challenge Bell 2001
Challenge Bell 2001 — тенісний турнір, що проходив на закритих кортах з килимовим покриттям Club Avantage Multi-Sports у Квебеку (Канада). Належав до турнірів 3-ї категорії в рамках Туру WTA 2001. Це був 9-й за ліком Challenge Bell. Тривав з 17 до 23 вересня 2001 року. Меган Шонессі здобула титул в одиночному розряді.

## Переможниці та фіналістки

### Одиночний розряд
Меган Шонессі —  Іва Майолі, 6–1, 6–3
- Для Шонессі це був єдиний титул за сезон і 2-й - за кар'єру.

### Парний розряд
Саманта Рівз /  Адріана Серра-Дзанетті —  Клара Коукалова /  Алена Вашкова, 7–5, 4–6, 6–3
- Для Рівз це був єдиний титул за сезон і 1-й — за кар'єру. Для Дзанетті це був єдиний титул за сезон і 1-й — за кар'єру.